# Bosna i Hercegovina
Bosna i Hercegovina (skraćeno: BiH) je država u jugoistočnoj Europi. Graniči s Hrvatskom, Srbijom i Crnom Gorom. Po svom uređenju izrazito je složena s elementima između federalne i konfederalne države: čine je dva entiteta – Federacija Bosne i Hercegovine i Republika Srpska te Brčko distrikt. Neovisnost je stekla 1. ožujka 1992. godine nakon odluke građana BiH referendumom o neovisnosti. 
U BiH žive tri konstitutivna naroda: Bošnjaci, Srbi i Hrvati. Prema popisu iz 2013. godine imala je 3 531 159 stanovnika. Sarajevo je glavni i najveći grad države.
BiH je kandidat za članstvo u Europskoj uniji i u NATO-u od travnja 2010. godine kada je potpisala Akcijski plan za članstvo na samitu u Tallinnu. Osim toga, članica je i pridruženi član mnogih međunarodnih organizacija: Vijeća Europe od travnja 2002. godine, Organizacije za europsku sigurnost i suradnju (OSCE), CEFTA-e, promatrač u Organizaciji islamske suradnje (OIC) itd. Članica je i osnivač Sredozemne unije od njezina osnutka u srpnju 2008. godine.

## Povijest

### Prapovijest i antika
Ostatci iz starijega kamenog doba u BiH pronađeni su u Varvari (strugalice, šiljci, oruđe, oružje) i u špilji u Badnju (gravura koja prikazuje napadnutoga konja), a iz mlađega kamenog doba u Zelenoj pećini, Ravlića pećini, Lisičićima i Butmiru gdje su nađene zemunice, ostatci kostura, glinene figure itd.
Među najznačajnije lokalitete iz metalnoga doba ubrajaju se Donja Dolina i prostor Ošanića (gdje se prije nalazio grad Daorson).
U prvim stoljećima poslije Krista, Bosna je bila dio Rimskoga Carstva. Nakon pada carstva, Bosnu su svojatali Bizant i zapadni nasljednici Rima.

### Dolazak Slavena
Hrvati, a i Srbi na krajnjem istoku, naselili su se u 7. stoljeću, a većina današnje BiH je bila dio Hrvatske u 9. stoljeću. Uz izuzetak današnjeg istoka Hercegovine i Huma većinom 10. i 11. stoljeća Bosna je sastavni dio hrvatskog kraljevstva. Nakon Pacte Convente i dolaska na vlast dinastije Arpadovića u istočnim dijelovima današnje BiH jačaju devolucijski procesi prema ostatku Hrvatskog kraljevstva. Bosanska Banovina kasnije postaje kraljevstvom (1377. samoproglašena, a 1461. je priznaje papa Pio II.) hrvatsko-ugarski vladari su nazivali Ramom i u svoj kraljevski naslov su pridodali rex Ramae (kralj Rame). Mnogi hrvatski povjesničari (počevši od V. Klaića, pa nadalje) samu čežnju za neovisnošću vide u otporu koji su hrvatski plemići pružali prema kralju strane krvi.

### Srednji vijek
Sve do sredine 12. stoljeća, naziv Bosna uporabljala se samo za malo područje gornjeg toka rijeke Bosne, koje je u raznim periodima pripadalo bizantskoj, hrvatskoj ili srpskoj državi. Od oko 1200. Bosna je razvila vlastitu političku individualnost, koju je uspjela održati tijekom dva i pol stoljeća, iako je formalno bila pod vrhovništvom Ugarske. Tijekom tog perioda povremeno je bila posve nezavisna i proširila svoj teritorij na sve strane na račun susjeda. Potkraj 12. stoljeća tu se razvila i posebna bosanska crkva, čiji su pripadnici sebe zvali „krstjanima". Uporabljali su narodni jezik i, kako se čini, istočni obred, a na čelu joj je bio domaći biskup. Veliki dio klera, feudalni gospodari i stanovništvo, kao i otprilike polovica bosanskih vladara, bili su sljedbenici ili su tolerirali lokalnu Crkvu. Papa, ugarska i srpska država, smatrali su je heretičkom. Pod papom, ugarsko-hrvatski kraljevi su vodili više križarskih ratova protiv Bosne kako bi iskorijenili herezu. Oko 1250. papa je sjedište bosanske biskupije preselio van Bosne, ali to je Katoličku Crkvu u Bosni samo još više oslabilo, dok se bosanska crkva širila. U 13. i 14. stoljeća, pape su u Bosnu poslale dominikance, a poslije i franjevce kao misionare i inkvizitore da iskorijene herezu.
U 14. i 15. stoljeću broj stanovnika je teško odrediti, ali se pretpostavlja da je bio između 500.000 i milijun. Specifičnost srednjovjekovne povijesti Bosne i Huma bijaše i Crkva bosanska. Povjesničari smatraju da je većina stanovništva u tom razdoblju bila katolička, uz dio pravoslavnih na istočnijim područjima. Svi vladari bili su katolici (dinastija Kotromanić), dok su neki najutjecajniji feudalci, kao Hrvoje Vukčić Hrvatinić i Stjepan Vukčić Kosača bili krstjani. Prvi kralj je bio Tvrtko I., a posljednji Stjepan Tomašević. Bosna je kao kraljevina opstala do 1463. godine, kada njena istočna (Zemlja Pavlovića) i središnja područja (Kraljeva zemlja), osvajaju Osmansko Carstvo. Dana 25. listopada 1478. pretposljednja bosanska kraljica Katarina Kosača-Kotromanić umrla je u Rimu. Kraljevina Bosna je bila katolička i zapadno orijentirana kraljevina, ali i uticajem s istoka što se vidi na primjeru bizantizacije titula nakon krunjenja Tvrtka. Hrvoje Vukčić Hrvatinić bio je veliki vojvoda bosanski i herceg splitski, jedan od najmoćnijih velikaša nosio je titulu potkralj Dalmacije i Hrvatske, veliki vojvoda bosanski i knez Donjih kraja. Kovao je vlastiti novac.

### BiH u Osmanskom Carstvu
Tijekom turske vlasti, širenjem i skupljanjem teritorija pod osmanlijskom vlašću na njezinom području se skupilo dosta ljudi koji su prešli na islam. Prema tvrdnjama bosanskih franjevaca katoličko stanovništvu u trenutku pada Bosne je brojilo oko 750, krstjansko 80, a pravoslavno oko 30 tisuća odraslih duša. Pred velikosrpsku invaziju, u Bosni i Hercegovini, četiri stotine godina kasnije, živio je u BiH jednak broj Hrvata svih uzrasta. Prihvaćanjem Islama, a i dankom u krvi, oduzimanjem djece, mnogim je pravoslavnim i katoličkim konvertitima pružena prilika dospjeti do visokih časti na osmanskom dvoru, poput Velikih Vezira Mehmed-paše Sokolovića ili utemeljitelja i admirala turske mornarice Mehmed-paše Pialija, Hrvata iz Dalmacije. Turci su vladali Bosnom do 1878. godine, a kako su se na području BiH najduže održali, ona je bila predmetom doseljavanja muslimana iz svih okolnih zemalja, čim su Turci u njima izgubili vlast. Godine 1878. ona postaje protektorat Austro-Ugarske.
Međutim, slavenski pokreti u susjednim državama radili su na ujedinjenju južnih Slavena.[nedostaje izvor]

### Austro-ugarsko doba
Godine 1878. Bosna i Hercegovina, odlukom Berlinskog kongresa, postaje sastavni dio Dvojnog kraljevstva Austro-Ugarske. Tada se unutar Dvojnog kraljevstva, a usporedno i u okolnim zemljama razvijaju slavenski nacionalni pokreti, koji su radili na ujedinjenju svih Južnih Slavena na jugoistoku Europe. Povod za Prvi svjetski rat bio je sarajevski atentat u ljeto 1914. godine, kojeg je izvršio Gavrilo Princip, pripadnik tajne organizacije "Mlada Bosna".

### Prvi svjetski rat
Prvi svjetski rat je počeo kad je austrougarski prijestolonasljednik Franjo Ferdinand ubijen u Sarajevu.
Tijekom Prvoga svjetskog rata mnogo je stanovnika Bosne i Hercegovine iz sva tri naroda bilo unovačeno u austro-ugarsku vojsku i upućeno na granice prema Srbiji i Crnoj Gori. Osobito je bila jaka koncentracija uzduž rijeke Drine, te granice kultura i civilizacija tijekom brojnih stoljeća. U početku rata imala je Srbija početne uspjehe, njezina vojska je čak prešla Drinu i upala u istočnu Bosnu. Tada je austro-ugarska vojska pod vodstvom dvojice generala Hrvata, Stjepana Sarkotića i Luke Šnjarića, potukla Srbe kod Han Pijeska i odbacila ih preko Drine.
Srbija i Crna Gora bile su 1915. godine ipak vojnički potučene, njihovi državni teritoriji okupirani, a glavnina vojske se preko Albanije i Grčke povukla i dokopala Krfa. Nakone oporavka na Krfu i solunskog bojišta nakon kojega se uz zapadne saveznike Francusku i Englesku uspjela 1918. godine s juga vratiti u Srbiju i otud bez otpora ući u Bosnu, Hercegovinu, Hrvatsku, dio južne Ugarske (Bačku, Banat i Baranju) i napokon i u Sloveniju. Srbija je tada, kao jedna od pobjednica u Prvome svjetskom ratu, iako je doživljavala uglavnom poraze, nastojala sve te zemlje samo priključiti Kraljevini Srbiji i tako ostvariti stoljetnu ideju o Velikoj Srbiji i njezinom izlazu na Jadransko more. U tim planovima su Bosna i Hercegovina imale središnje mjesto. Te pokrajine i tada oko 40 posto Srba u njihovom stanovništvu, trebale su biti most prema Srbima u Hrvatskoj, poglavito na području bivše Hrvatsko-slavonske vojne krajine. Na taj bi se način sav srpski i crnogorski narod, dakle pravoslavni živalj, našao u jednoj državi u kojoj bi Srbi bili prvi, najveći i vladajući narod.[nedostaje izvor]

### BiH u Kraljevini Jugoslaviji
Nakon raspada Austro-Ugarske, Bosna i Hercegovina je ušla u Jugoslaviju. Unutar nje je prvih 10 godina očuvana kao cjelina, a kasnije podijelila se na 4 banovine, čija su središta većinom bila izvan BiH (Split, Podgorica...). Uspostavom Banovine Hrvatske, pokušavaju se riješiti hrvatsko-srpski problemi po etničkim granicama.[nedostaje izvor]
U Drugome svjetskom ratu cijela BiH potpada pod NDH, a pojedini muslimani iz Bosne proglašavaju se "islamskim Hrvatima" povećavajući postotak Hrvata preko polovice[nedostaje izvor] (sličan postotak su imali i katolici).
Nakon rata je osnovana socijalistička Jugoslavija, unutar koje je Bosna i Hercegovina postala jedna od republika, a sastojala se od 3 jednakopravna naroda.

### Drugi svjetski rat
Nezavisna Država Hrvatska
Početkom Drugoga svjetskog rata pod vodstvom Ante Pavelića osniva se 10. travnja 1941. godine Nezavisna Država Hrvatska (NDH), u čiji sastav ulazi cijela Bosna i Hercegovina. Znatan dio bosanskohercegovačkih Hrvata i Muslimana sudjeluju kao pripadnici vojske NDH (ustaše, domobrani) dok nekolicina Bošnjaka zauzima vodeće položaje u vlasti kao ministri u vladi NDH kao npr. braća Osman Kulenović i Džafer-beg Kulenović, te Ademaga Mešić kao ustaški doglavnik i ini. Dio Srba bori se na strani četnika, te sudjeluju u progonima Hrvata i Bošnjaka.
Narodnooslobodilački pokret
Jedan dio Muslimana, Srba i Hrvata aktivno sudjeluju u antifašističkom pokretu Josipa Broza Tita, dajući znatan doprinos Narodnooslobodilačkoj borbi i konačnom oslobođenju Jugoslavije od stranih okupatora. Na teritoriju Bosne i Hercegovine vode se neke od najžešćih bitaka (Neretva, Kozara, Sutjeska, Drvar) Drugog svjetskog rata na području jugoistočne Europe. U Mrkonjić Gradu su 25. studenoga 1943. godine postavljeni temelji suvremene Bosne i Hercegovine, na Prvom zasjedanju ZAVNOBiH-a. Dok su u Jajcu 29. studenoga iste godine na Drugom zasjedanju AVNOJ-a postavljene osnove nove, socijalističke Jugoslavije, u sklopu koje je i tronacionalna Narodna Republika Bosna i Hercegovina, kasnije SR Bosna i Hercegovina bila jedna od šest ravnopravnih republika.
U BiH je stradalo oko 300 000 osoba za vrijeme Drugog svjetskog rata.

### Neovisnost i rat u BiH
Nakon izbora 1990., BiH je proglasila suverenost u listopadu 1991. godine, a zatim je uslijedio referendum za razdruživanje od Jugoslavije (veljača 1992.). Na referendumu se većina stanovništva odlučila za neovisnu Bosnu i Hercegovinu.
Bosanskohercegovački Srbi nisu izašli na referendum i uz potporu susjedne Srbije pokrenuli su rat radi podjele po etničkom načelu. Na jednoj strani su se našli bosanskohercegovački Hrvati koji su radi obrane svojih područja osnovali HVO i HOS, bosnaskohercegovački muslimani (kasnije pod imenom: Bošnjaci) i znatan broj bosanskohercegovačkih Srba (koji je ostao odan državi Bosni i Hercegovini), a na drugoj Srbi iz BiH koji su se stavili na stranu velikosrpskih snaga. U početku su velikosrpske snage, ohrabrene početnim ratnim uspjesima, oslovljavale Bosnu i Hercegovinu kao "Srpska Republika Bosna i Hercegovina". Dobro organiziranom obranom od strane Hrvata, a kasnije i Bošnjaka (koji su se ipak prekasno organizirali, što je tijek rata vrlo brzo pokazao), srpsko napredovanje je zaustavljeno, apetiti su im smanjeni, pa su za svoju paradržavnu tvorevinu uzeli naziv Republika Srpska.
Početkom 1993. godine javljaju se sukobi između bosanskohercegovačkih Hrvata i Bošnjaka. Muslimanskim strateškim ofenzivama protiv Hrvata do konca godine sukob se rasplamsao do te mjere da su se umirila skoro sva ratišta tih dvaju naroda prema području kontroliranog od strane Srba. Ipak, nisu na svim područjima Hrvati i Muslimani (kasnije pod imenom Bošnjaci) ratovali jedni protiv drugih, nego su se nastavili boriti jedni uz druge (primjerice, Bihaćka krajina, Posavina i Usora).
U ožujku 1994. godine, nakon što je HVO slomio većinu ofenziva i zauzeo ključne točke za moguće kontraofenzive Bošnjaci i Hrvati sklopili su sporazum o osnivanju bošnjačko-hrvatske Federacije Bosne i Hercegovine i konfederacije s Republikom Hrvatskom. Tome je prethodilo primirje iz siječnja iste godine, sklopljeno između snaga Herceg-Bosne i snaga BiH – Muslimana odanih vladi Alije Izetbegovića, sklopljeno uz veliki utjecaj međunarodnih čimbenika.
Nešto kasnije, vodstvo Bošnjaka, tada još uvijek pod imenom Muslimani, uzima ime Muslimani – Bošnjaci za svoj narod. Ime se javljalo također i u obliku Bošnjaci – Muslimani, a na koncu se koristi samo Bošnjaci.
Nakon uspješne operacije Oluje i deblokade Bihaća stvoreni su uvjeti za nove pregovore. U američkom gradu Daytonu 21. studenog 1995. sve su zaraćene strane potpisale mirovni sporazum, čime je završio trogodišnji rat (konačan sporazum potpisan je u Parizu 14. prosinca 1995.).
Daytonski sporazum podijelio je BiH na dva dijela – Federaciju BiH i Republiku Srpsku.
Dana 8. ožujka 2000. godine, odlukom Međunarodnog arbitražnog suda, uspostavljen je Brčko Distrikt Bosne i Hercegovine.

## Upravna podjela
Bosna i Hercegovina se sastoji od dva entiteta i jednoga distrikta.

### Entiteti
- Federacija Bosne i Hercegovine
- Republika Srpska

### Distrikt
- Distrikt je Brčko.

## Politika
Predsjedništvo Bosne i Hercegovine ima tri člana (jednog Bošnjaka, jednog Srbina i jednog Hrvata), koji se izmjenjuju na mjestu predsjednika predsjedništva svake 4 godine.
Njih izravno bira narod (Federacija kao jedna izborna jedinica bira Bošnjaka i Hrvata, a Republika Srpska kao druga izborna jedinica bira Srbina).
Predsjedatelja Vijeća ministara imenuje Predsjedništvo, a odobrava Parlamentarna skupština. Predsjedatelj zatim imenuje ministre.
Parlamentarna skupština Bosne i Hercegovine je zakonodavno tijelo Bosne i Hercegovine. Ima dva doma: Dom naroda i Zastupnički dom.
Dom naroda se sastoji od 15 delegata, od kojih su dvije trećine iz Federacije (5 Hrvata i 5 Bošnjaka) i jedna trećina iz Republike Srpske (5 Srba).
Zastupnički dom se sastoji od 42 člana, od kojih se dvije trećine biraju u Federaciji, a jedna trećina u Republici Srpskoj.
Ustavni sud Bosne i Hercegovine je najviša i konačna instanca u pravnim pitanjima. 
Ima devet članova: četiri se biraju iz Zastupničkog doma Federacije, dva se biraju iz Narodne skupštine Republike Srpske, a tri člana bira predsjednik Europskog suda za ljudska prava nakon konzultacija s predsjedništvom.

## Zemljopis
Bosna i Hercegovina je smještena u Jugoistočnoj Europi, a graniči s Hrvatskom na sjeveru, sjeverozapadu i jugu, sa Srbijom na istoku, te s Crnom Gorom na jugu i jugoistoku.
Najveći dio teritorija čine planine i visoki krš, pokriveni šumama i pašnjacima. Najviši vrh je Maglić (2386 m). Nizine se nalaze na sjeveru i na jugozapadu. U bosanskohergevoačka jezera ubrajaju se Kukavičko jezero, Boračko jezero, Modračko jezero itd. Buško jezero je najveće (umjetno) jezero u BiH, a najdulja rijeka je Bosna (koja se nalazi isključivo u BiH).
Na sjeveru BiH zastupljeni su npr. lipa, javor, grab, bagrem, klen, u središnjem bukva, grab, javor, smreka, jasen itd., a u južnom dijelu postoji makija.
Neum u Hercegovačko-neretvanskoj županiji je jedini izlaz na more.
Klima u BiH se razlikuje: u sjevernom dijelu BiH klima je umjereno-kontinentalna, u središnjem planinska, dok je u južnom dijelu klima mediteranska. Najslabije je naseljen brdsko-planinski prostor. Sela na tom prostoru "razbacana" su po strmim padinama, a gradovi su smješteni u dolinama i zavalama. U nizinskom prostoru naseljenost je slaba zbog povremenih poplava. U Hercegovini naselja su smještena pokraj krških polja. Najveći gradovi BiH su Banja Luka, Zenica, Mostar, Sarajevo i Tuzla.

### Površina
Bosna i Hercegovina obuhvaća površinu od 51 129 km² po podatcima Savezne geodetske uprave SFRJ iz 1953. godine. Isti podatak navodi i Opća i nacionalna enciklopedija.
Prema podatcima Uprave za geodetske i imovinskopravne poslove Bosne i Hercegovine riječ je o 51 209,2 km² ukupne površine, od čega 51 197,0 km² otpada na kopno, a 12,2 km² na more. CIA navodi podatak o 51 197 km² ukupne površine; 51 187 km² kopna i 10 km² voda. Hrvatska enciklopedija (2000.) navodi podatak o 51 209,2 km² ukupne površine.

## Povijesno-zemljopisne regije
Po povijesnom i zemljopisnom kriteriju, u Bosni i Hercegovini se nalaze ove pokrajine:
- Bosna (kraj istočno od rijeke Vrbas i Povrbasja, južno od Save i Posavine, sjeverno od Hercegovine i zapadno od Drine)
- Bosanska krajina (kraj zapadno od rijeke Vrbas, južno od Save, sjeverno od Hercegovine, Cazinska Krajina je dio nje), odgovara povijesnom pojmu Turska Hrvatska,[16] prvi naziv je uveden u 19. stoljeću)
- Hercegovina (na sjeveru Završje i Neretva, na istoku Crna Gora, na zapadu Završje, na jugozapadu Sinjska i Imotska krajina, na jugu Dubrovačko područje)

One se dalje mogu podijeliti na:
- Cazinska krajina (od Une na zapad, krajnji zapad Bosanske Krajine)
- Dolnji kraji (područje uz Vrbas od Jajca do Banje Luke, nekad obuhvaća i Uskoplje/gornji Vrbas. Stara jezgra Bosanske Krajine).
- Posavina
- Semberija (nizina na sjeveroistoku Bosne i Hercegovine, na sjeveru i istoku ju zatvaraju Sava i Drina)
- Završje (Tropolje: Livanjski, Duvanjski i Glamočki kraj na granici Bosanske Krajine i Hercegovine)
- Usora koja obuhvaća slijev rijeke Usore, općine (ili djelove općina) Teslić, Usora, Doboj, Žepče, Maglaj, Tešanj i Zavidovići.
- Soli koji obuhvaća okolinu Tuzle, odnosno većinom županiju Soli

## Županije Federacije Bosne i Hercegovine
Federacija Bosne i Hercegovine je podijeljena na 10 federalnih jedinica, županija:
- Također vidjeti: Popis gradova u Bosni i Hercegovini
- Također vidjeti: Općine i naselja u Bosni i Hercegovini 1991.

## Katolička upravna podjela Bosne i Hercegovine
Bosna i Hercegovina je podijeljena na 4 crkvene jedinice:
- 1 Nadbiskupija:
  - Vrhbosanska nadbiskupija
- 3 Biskupije:
  - Mostarsko-duvanjska biskupija
  - Banjolučka biskupija
  - Trebinjsko-mrkanska biskupija

Na prostoru Bosne i Hercegovine također se nalaze dvije franjevačke provincije:
- Franjevačka provincija Bosna Srebrena
- Hercegovačka franjevačka provincija

## Promet
Postoje cestovni, željeznički, riječni (riječna luka Bosanski Brod) te zračni promet. U BiH cestovni promet je loše razvijen zbog nepristupačnog reljefa u njezinom središnjem dijelu. Neke željezničke pruge napravljene su za vrijeme Austro-Ugarske, dok se danas koriste tek povremeno zbog toga što su u ratu uništene. Aerodromi se nalaze u Mostaru, Tuzli, Sarajevu te Banjoj Luci. Trenutno se gradi suvremena autocesta Koridor 5c.

## Gospodarstvo
Poslije Makedonije, Bosna i Hercegovina je bila najsiromašnija republika u socijalističkoj Jugoslaviji. Poljoprivreda je uglavnom bila u privatnim rukama, ali posjedi su bili mali i neprofitabilni, a hrana se uvozila. I danas se vide posljedice centralnog planiranja gospodarstva, a glavna je nevolja prevelik broj radnika u industriji. Za vrijeme socijalizma, u BiH je forsirana vojna industrija, pa je republika imala velik dio jugoslavenskih vojnih postrojenja. Tri godine ratovanja uništile su bosanskohercegovačko gospodarstvo i infrastrukturu, pa je proizvodnja pala za 80 %.
Nakon mira, proizvodnja se malo oporavila 1996. – '98., ali rast se znatno usporio 1999. godine. BDP je i dalje duboko ispod razine 1990. godine, a sveden je na jednu četvrtinu prijeratnog (od 24 000 $ prije rata na 6100 $ u 2003. godini).
Nezaposlenost je 2002. godine iznosila 41 %.
U Posavini se uzgajaju žitarice i industrijske biljke, a od domaćih životinja uglavnom perad i svinje. Na poljima koja su smještena kod Neretvinog donjeg toka, zahvaljujući toploj mediteranskoj klimi, uzgaja se vinova loza, razno povrće i maslina, mogranj, klementine, mandarine, limun (doduše znatno manje od mandarina i klementina) te ostalo voće. U brežuljkastom dijelu uzgajaju se šljive, jabuke i slično voće, te povrće. U gorsko-planinskom zavičaju često se uzgaja tek malobrojno povrće i voće, no stočarstvo je veoma razvijeno.
U Zavidovićima se proizvodi namještaj, a u Banjoj Luci i Prijedoru celuloza. U nižim predjelima rastu hrast i bukva, a u višim jela, smreka te crni i bijeli bor. Najviše listopadne šume ima Posavina.
U BiH postoje nalazišta kamene soli (Tuzla), gipsa (npr. Kupres, Foča, Jajce), željeza (npr. Vareš), boksita (u blizini Širokog Brijega, Jajca, Čitluka i drugih gradova) itd. Mnogo se eksploatira ugljen. Zbog prevelikog oslanjanja na ugljen u proizvodnji električne energije, BiH je danas druga na svijetu po smrtnosti prouzročenu zagađenjem zraka. Jedina gora je Sjeverna Koreja. Samo tuzlanska termoelektrana godišnje izgori tri milijuna tona ugljena. Još gore je odlaganje toksičnog otpada nedaleko od naselja i izlijevanje otpadnih voda u rijeke. Lukavac se suočava s problemom taloga "Bijelo more".
Razvijeni su planinski, vjerski, ljetni, seoski i zdravstveni turizam. U veće poznate planine ubrajaju se Igman, Vlašić, Bjelašnica, Treskavica itd. Termalni izvori smješteni su u Tešnju, Kiseljaku, Laktašima, Višegradu i drugim naseljima. U Hercegovini se nalaze Neum koji izlazi na Jadransko more te Međugorje koje je poznato po Gospinom ukazanju.
Veliki ulagač u elektroenergetski sustav u BiH je hrvatski HEP, koji je ondje uložio milijarde eura prije raspada SFRJ. Uložio je u TE Gacko, gdje polažu pravo na trećinu vlasničkog udjela u rudniku i TE Gacko i to na osnovi ulaganja od 400 milijuna njemačkih maraka (oko 200 mlijuna eura) po sporazumu sklopljenom 1986. godine. Hidroelektrana Dubrovnik projektirana je prije raspada SFRJ kao dio jedinstvene tehnološke cjeline koju su činile i hidroelektrane u Trebinju i Čapljini. HEP je uložio velike novce u TE Tuzla i TE Kakanj.

## Stanovništvo
Prema popisu iz 2013. godine, u BiH živi ukupno 3,513,159 stanovnika, od toga muškararaca 1,732,270 a žena 1,798,889. Etničku strukturu čine: Bošnjaci – 1 769 592 (50,11 %), Srbi 1 086 733 (30,78 %), Hrvati 544 780 (15,43 %), Ostali 96 539 (2,73 %), ne izjašnjava se 27 055 (0,77 %), bez odgovora 6460 (0,18 %).
Prema popisu iz 1991. godine, BiH je imala 4.377.033 stanovnika s ovim sastavom: 1 902 956 (43,47 %) Muslimani (kasnije pod imenom Bošnjaci), 1 366 104 (31,21 %) Srba i 760 852 (17,38 %) Hrvata, 242 682 (5,54 %) ljudi deklariralo kao Jugoslaveni, a 104 439 (2,38 %) ostali i nepoznato. Religijska podjela uglavnom slijedi etničku: 88 % Hrvata jesu katolici, 90 % Bošnjaka jesu muslimani, a 99 % Srba jesu pravoslavci. U Bosni i Hercegovini živjeli su i pripadnici nacionalnih manjina. Nijihov broj na popisu iz 1991. godine, bio je sljedeći: Albanci – 4922, Crnogorci – 10 048, Česi – 590, Talijani – 732, Židovi – 426, Mađari – 893, Makedonci – 1596, Nijemci – 470, Poljaci – 526, Romi – 8864, Rumunji – 162, Rusi – 297, Rusini – 133, Slovaci – 297, Slovenci – 2190, Turci – 267 i Ukrajinci – 3.29.
Podaci su se od tada znatno promijenili jer je u ratu poginulo oko 100 tisuća ljudi po najnovijim procjenama, a pola stanovništva se preselilo.
Prema podacima iz CIA fact book iz 2000. godine, BiH ima 4 025 000 stanovnika a etnički sastav je bio sljedeći – 48 % Bošnjaci, 37,1 % Srbi, 14,3 % Hrvati i 0,6 % ostali.
Bosnu i Hercegovinu je 2013. kao i susjedne zemlje zahvatilo masovno iseljavanje državljana. Od 2013. do kraja listopada 2017. iz BiH je iselila 151 101 osoba, od čega 68 068 iz Federacije BiH, 68 278 iz Republike Srpske i 14 755 iz distrikta Brčkog.

### Podaci iz prošlih popisa
- 1981. 4 124 256 stanovnika.
  - Etnički sastav: Muslimani 37,5 %, Srbi 32 %, Hrvati 20,4 % i drugi.
- 1971. 3 746 111 stanovnika.
  - Etnički sastav: Muslimani 39,6 %, Srbi 37,2 %, Hrvati 20,6 % i drugi.
- 1961. 3 277 948 stanovnika.
  - Etnički sastav: Srbi 42,9 %, Muslimani 25,7 %, Hrvati 21,7 % i drugi.
- 1953. 2 847 790 stanovnika.
  - Etnički sastav: Srbi 44,4 %, Muslimani 31,3 %, Hrvati 23 % i drugi.
- 1948. 2 565 283 stanovnika.
  - Etnički sastav: Srbi 41,6 %, Muslimani 34,7 %, Hrvati 22,6 % i drugi.

## Kultura
Nekadašnji rimski gradovi nalazili su se u Mogorjelu, Bigesti i Cimu, a danas postoje samo njihovi ostaci. U stare gradove ubrajaju se Bobovac, Vranduk i Srebrenik, a njihovi dijelovi su u Jajcu i Počitelju. Stećci potječu iz srednjeg vijeka, a najviše ih ima u Radimlji. Humačka je ploča najstariji spomenik koji je napisan na hrvatskom jeziku u BiH, a napisan je na bosančici (sadrži još i pet glagoljičnih slova).
Poznati slikari iz vremena poslije Drugoga svjetskog rata su: Virgilije Nevjestić, Bekir Misirlić, Ljubo Lah, Meha Sefić, Franjo Likar, Mersad Berber, Ibrahim Ljubović, Dževad Hozo, Affan Ramić, Safet Zec, Ismar Mujezinović i Mehmed Zaimović. Bosna i Hercegovina dala je i brojne književnike kao što su npr. pjesnici Antun Branko Šimić, Aleksa Šantić, Jovan Dučić i Mak Dizdar, te npr. pisci: Zlatko Topčić, Ivo Andrić, Meša Selimović, Semezdin Mehmedinović, Branko Ćopić, Miljenko Jergović, Isak Samokovlija, Abdulah Sidran i Petar Kočić.

### Filmska kultura
Neki od poznatih bosanskohercegovački filmski djelatnika su: Hajrudin Krvavac-Šiba, Emir Kusturica (filmovima "Otac na službenom putu" i "Podzemlje" osvojio na filmskom festivalu u Cannesu Zlatnu palmu (Palme d'Or) 1985. i 1995.), Mirza Idrizović, Aleksandar Jevđević, Ivica Matić, Danis Tanović (filmom "Ničija zemlja" osvojio Oscara američke Akademije filmskih umjetnosti i znanosti u konkurenciji za najbolji strani film i nagradu Zlatni globus 2001.g.), Zlatko Topčić, Ademir Kenović, Benjamin Filipović, Jasmin Dizdar, Pjer Žalica, Jasmila Žbanić, Dino Mustafić, Srđan Vuletić i Aida Begić.

### Moderna glazba
Mnogi bosanskohercegovački izvođači poznati su u okružju, kao što su npr.: Dino Zonić, Goran Bregović, Davorin Popović, Kemal Monteno, Zdravko Čolić, Edo Maajka, Frenkie, Šejla Sulejmanovski, Elvir Laković Laka, Dino Merlin i Tomo Miličević, a veliku popularnost su imali pop i rock-sastavi kao npr. Bijelo dugme, Indexi, Plavi Orkestar, Zabranjeno Pušenje i Dubioza kolektiv.

## Šport
Bosna i Hercegovina je zemlja mnogih svjetskih poznatih športaša, od kojih su mnogi nastupali u momčadima bivše Jugoslavije. 
Najvažniji međunarodni športski događaj na prostoru BiH bile su 14. zimske olimpijske igre održane u Sarajevu od 7. – 19. veljače 1984. godine. Neki od poznatih olimpijaca su:
- Rim, 1960: Tomislav Knez i Velimir Sombolac (nogomet),
- Tokio, 1964: Mirsad Fazlagić (nogomet),
- München, 1972.: Abaz Arslanagić, Milorad Karalić, Nebojša Popović, Đorđe Lavrinić, Dobrivoje Seleć (rukomet)
- Moskva, 1980.: Mirza Delibašić i Ratko Radovanović (košarka)
- Los Angeles, 1984.: Zdravko Rađenović, Zlatan Arnautović (rukomet) i Anto Josipović (boks).

Rukometni klub Borac iz Banje Luke osvojio je sedam prvenstava rukometa u Jugoslaviji, a 1979. godine bili su i Europski klupski prvaci u rukometu. Košarkaški klub Bosna iz Sarajeva osvojio je Europsko klupsko prvenstvo u košarci 1979. godine. Ženski košarkaški klub Jedinstvo Aida iz Tuzle osvojio je Europsko klupsko košarkaško prvenstvo u Firenci. Karate klub Tuzla-Sinalco osvoji je četiri Europska prvenstva u karateu i jedno svjetsko prvenstvo.
Najpopularniji šport u BiH je nogomet, neki od bivših poznatih igrača i trenera su Josip Katalinski, Dušan Bajević, Miroslav Blažević, Ivica Osim, Enver Marić, Safet Sušić, Blaž Slišković, Semir Tuce, Faruk Hadžibegić, Mehmed Baždarević, Vahid Halilhodžić i Mirsad Fazlagić, a od današanji su: Edin Džeko, Zvjezdan Misimović, Vedad Ibišević, Emir Spahić, Asmir Begović, Miralem Pjanić i mnogi drugi.

## Vanjske poveznice

### Ostali projekti
|  | Zajednički poslužitelj ima stranicu o temi Bosna i Hercegovina    |
|  | Zajednički poslužitelj ima još gradiva o temi Bosna i Hercegovina |
|  | Zajednički poslužitelj sadrži atlas Bosne i Hercegovine           |
|  | Wječnik ima rječničku natuknicu Bosna i Hercegovina               |